# Serghei Hodos
Serghei Hodos (n. 14 iulie 1986, Öskemen, Kazahstan) este un scrimer rus, medaliat olimpic. A participat la 2 ediții ale Jocurilor Olimpice (2016, 2020) în care a câștigat o medalie de argint.